# Giro del Friuli 2010
Il Giro del Friuli 2010, trentaduesima edizione della corsa e valida come evento del circuito UCI Europe Tour 2010 categoria 1.1, fu disputata il 3 marzo 2010, per un percorso totale di 190 km. Fu vinta dall'italiano Roberto Ferrari, al traguardo con il tempo di 4h38'09" alla media di 40,985 km/h.
Partenza da Pordenone con 169 ciclisti di cui 114 portarono a termine il percorso.

## Ordine d'arrivo (Top 10)
| Pos. | Corridore            | Squadra       | Tempo    |
| ---- | -------------------- | ------------- | -------- |
| 1    | Roberto Ferrari      | De Rosa       | 4h38'09" |
| 2    | Jacopo Guarnieri     | Liquigas      | s.t.     |
| 3    | Enrico Rossi         | Cer. Flaminia | s.t.     |
| 4    | Sacha Modolo         | Colnago       | s.t.     |
| 5    | Filippo Pozzato      | Katusha       | s.t.     |
| 6    | Luca Paolini         | Acqua & Sap.  | s.t.     |
| 7    | Tiziano Dall'Antonia | Liquigas      | s.t.     |
| 8    | Francesco Gavazzi    | Lampre        | s.t.     |
| 9    | Marko Kump           | Adria Mobil   | s.t.     |
| 10   | Jure Kocjan          | Carmiooro     | s.t.     |